# 魏长城遗址
魏长城是中国战国时期魏国所兴建的长城。始建于魏惠王十九年（前358年），魏惠王二十五年（前352年）时在原长城的基础上继续扩建。此长城曾对秦的进攻起到重要的防御作用。秦国灭亡魏国以后，该长城随之废弃。